# Баже-ле-Шатель
Баже́-ле-Шатель (фр. Bâgé-le-Châtel) — коммуна во Франции, находится в регионе Рона-Альпы. Департамент коммуны — Эн. Входит в состав кантона Баже-ле-Шатель. Округ коммуны — Бург-ан-Бресс.
Код коммуны — 01026.

## Население
Население коммуны на 2010 год составляло 796 человек.
| 1962 | 1968 | 1975 | 1982 | 1990 | 1999 | 2010 |
| ---- | ---- | ---- | ---- | ---- | ---- | ---- |
| 509  | 568  | 588  | 669  | 751  | 759  | 796  |

## Города-побратимы
- Бад-Вальдзе, Германия